# Orientation bibliographique sur l'origine et l'évolution du vivant

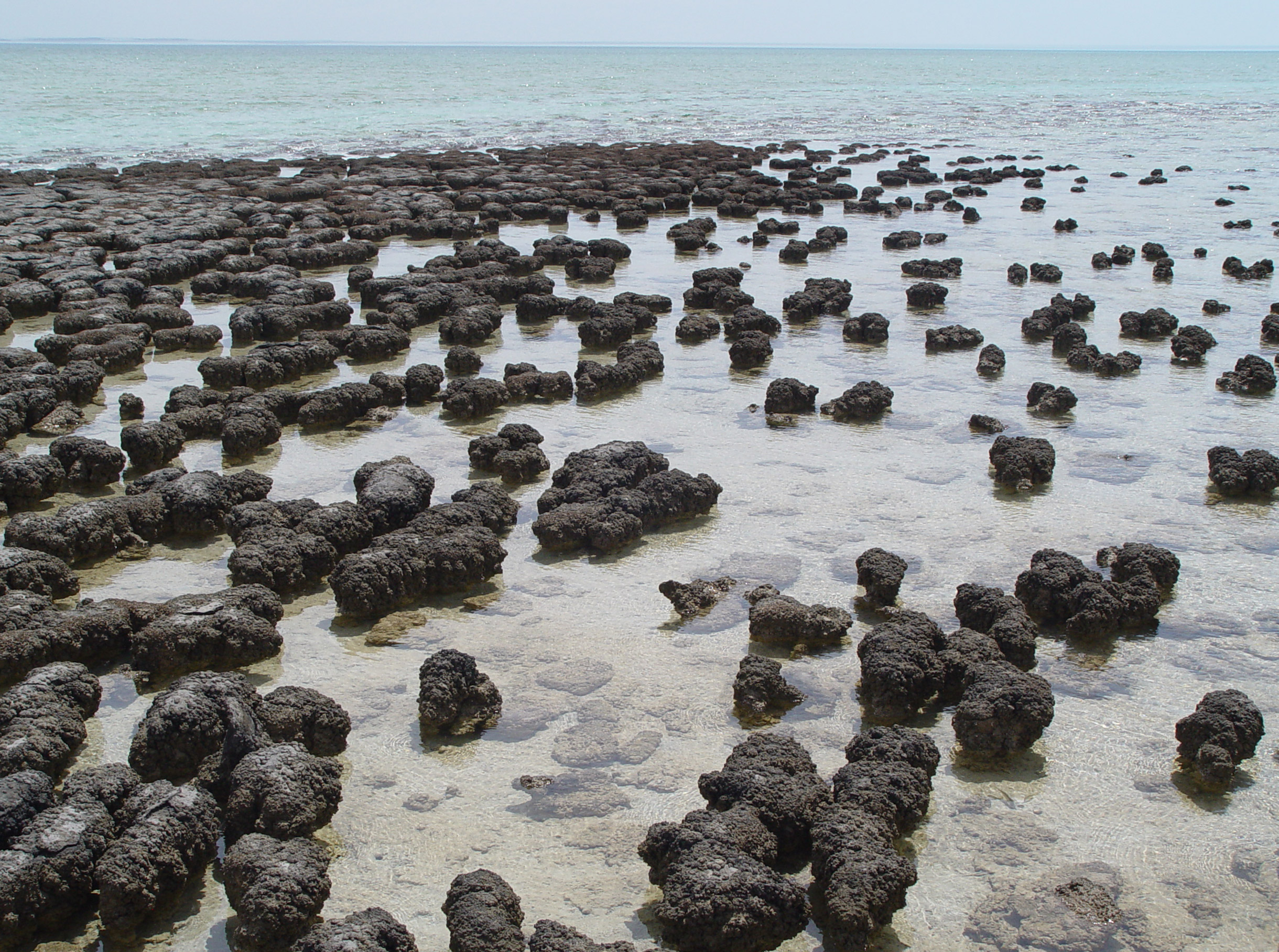
Stromatolites dans la Baie Shark (Australie)

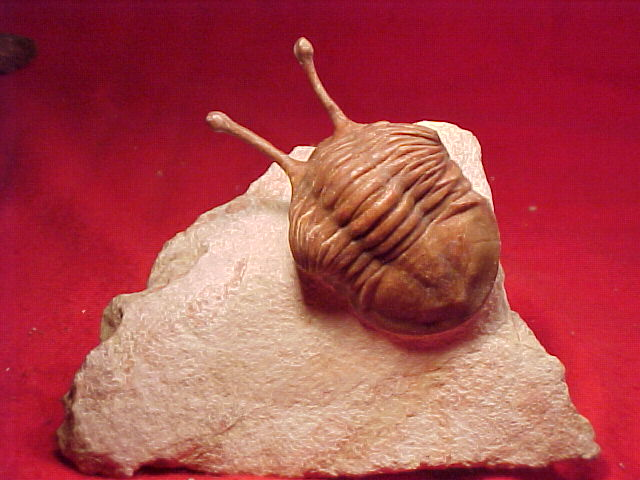
Trilobite fossile de l'Ordovicien, découvert près de Saint-Petersbourg, Russie

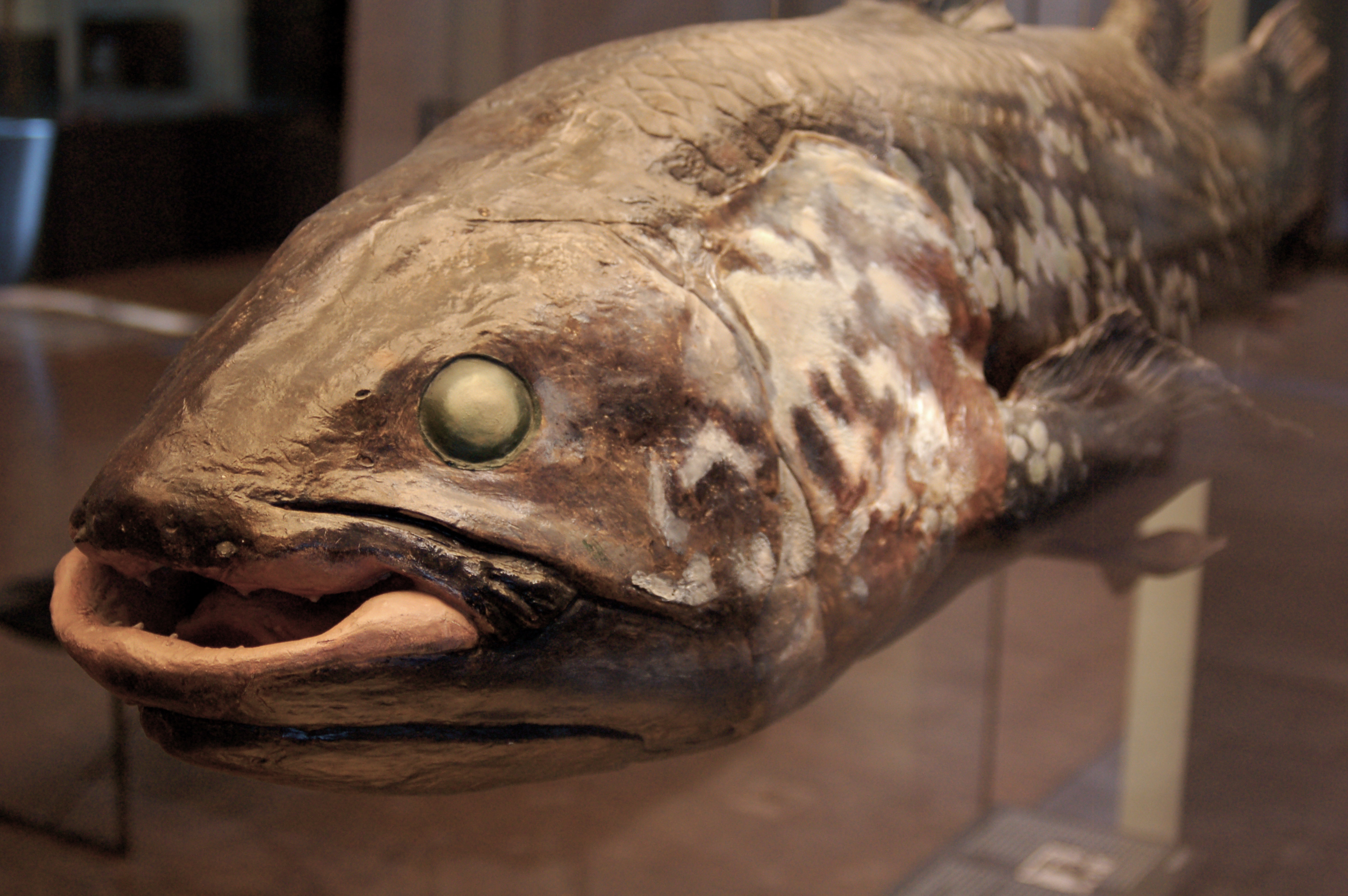
Le Cœlacanthe est une espèce souvent qualifiée de fossile vivant

Cet article présente une liste non-exhaustive de références relatives à l'origine via une liste d'ouvrages, de publications ou de sites Web reconnus par la communauté scientifique comme incontournables ou majeurs, qu'ils soient généraux ou plus ciblés. Cet article présente, pour chaque domaine, les grandes lignes historiques de la littérature et cite les auteurs ayant le plus de notoriété.

## Origines de la vie - Exobiologie

### Sites internet
| Haut de page - Bas de page |

## Biologie générale de l'évolution

#### Les ouvrages et auteurs classiques
Si la découverte et l'énoncé de la théorie de l'évolution sont à attribuer à Charles Darwin et Alfred Russel Wallace en 1859, celle-ci a elle-même considérablement évolué jusqu'à aujourd'hui, depuis la théorie neutraliste de Motoo Kimura et le saltationnisme de Stephen Jay Gould jusqu'à l'avènement du néo-darwinisme. Après Darwin et Wallace, Richard Dawkins, Stephen Jay Gould, Motoo Kimura, Ernst Mayr sont à compter parmi les grandes figures de ce domaine, au cours du XXe siècle.
- Darwin, C., 1859, 1997. L'Origine des espèces, Flammarion. Et l'ensemble de l'œuvre de Charles Darwin ►
- Dawkins, R., 1976, 2003. Le Gène égoïste, éditions Odile Jacob. Et l'ensemble de l'œuvre de Richard Dawkins ►
- Gould, S. J., 1982. Le Pouce du panda, Grasset. Et l'ensemble de l'œuvre de Stephen Jay Gould ►
- Kimura, M., 1983, 1990. Théorie neutraliste de l'évolution, Flammarion.  (ISBN 2-08-211153-9). Et l'ensemble de l'œuvre de Motoo Kimura ►
- Mayr, E., 2004. Après Darwin - La biologie, une science pas comme les autres. Dunod. 237 p. Et l'ensemble de l'œuvre d'Ernst Mayr ►
- Wallace, A.R., 1870. Contributions to the Theory of Natural Selection. Traduit en français chez Gallica. Et l'ensemble de l'œuvre d'Alfred Russel Wallace ►

#### Ouvrages d'analyse
- Buican, D., 1997. L'Évolution et les théories évolutionnistes, Masson (éd.).
- Chaline, J., 1999. Les Horloges du vivant. Un nouveau stade de la théorie de l'évolution ?, Hachette (éd.). Et l'ensemble de l'œuvre de Jean Chaline ►
- Denton, M., 1992. L'évolution, une théorie en crise. Flammarion.
- Futuyma, D.J., 1997. Evolutionary Biology. Sinauer Associates (ed.).
- Grimoult, C., 2000. Histoire de l'évolutionnisme contemporain en France (1945-1995). Droz (éd.).
- Grimoult, C., 2001. L'évolution biologique en France. Une révolution scientifique, politique et culturelle. Droz (éd.).
- Jacob, F., 1981. Le Jeu des possibles, Fayard (éd.).
- Kropotkine, P., 2001. L'Entraide : un facteur de l'évolution, Ecosociété (éd.).
- Smith, J.M., 2001. La Construction du vivant, gènes, embryons et évolution. Cassini (éd.), collection «Le sel et le fer».  (ISBN 2-84225-041-9).

#### Ouvrages pédagogiques
- Combes, C., 2006. Darwin, dessine-moi les hommes. Le Pommier (éd.). 527 p.  (ISBN 274650300X);  (ISBN 978-2746503007).
- Luchetta, P., Maurel, M.C., Higuet, D., Vervoort, M., 2005. Évolution moléculaire, Cours et questions de révision. Dunod (éd.). 352 p.  (ISBN 978-2-10-006880-7).
- Ridley, M., 1998. L'évolution biologique. De Boeck (ed.).
- Samadi, S.,David, P.,2000. La théorie de l'évolution, une logique pour la biologie. Flammarion (ed.). 312p.  (ISBN 2-08-083008-2).
- Gouyon, P-H., Henry, J-P., Arnould, J. Les avatars du gène. Belin (Ed.)335p.  (ISBN 2-7011-2187-6)

### Sites internet
- Evolution 101
- Evolution - De l'origine de la vie aux origines de l'homme. Sur le site du CNRS.

| Haut de page - Bas de page |

## Histoire évolutive et classification du vivant

#### Origine des eucaryotes
- Adl et al., 2005. The New Higher Level Classification of Eukaryotes with Emphasis on the Taxonomy of Protists. The Journal of Eukaryotic Microbiology, 52 (5) : 399–451. (pdf)
- Cavalier-Smith, T., 2002. The phagotrophic origin of eukaryotes and phylogenetic classification of Protozoa. International Journal of Systematic and Evolutionary Microbiology, 52 : 297–354. (« pdf »(Archive.org • Wikiwix • Archive.is • Google • Que faire ?))

#### Origine des métazoaires (animaux)
- Halanych, K.M., 2004. The New View of Animal Phylogeny. Annual Review of Ecology, Evolution, and Systematics, 35 : 229-256. (pdf)
- King, N., 2004. The Unicellular Ancestry of Animal Development. Dev. Cell, 7 : 313–325.
- Lang, B.F., O'Kelly, C., Nerad, T., Gray, M.W., Burger, G., 2002. The closest unicellular relatives of animals. Curr. Biol., 12 (20): 1773-1778. (Résumé)
- Leadbeater, B., Kelly, M., 2001. Evolution of animals choanoflagellates and sponges. Water and Atmosphere Online, 9 (2) : 9-11.
- Rokas, A., King, N., Finnerty, J., Carroll, S., 2003. Conflicting phylogenetic signals at the base of the metazoan tree. Evol. & Dev., 5, 346-359.
- Steenkamp, E., Wright, J., Baldauf, S., 2006. The Protistan Origins of Animals and Fungi. Mol. Biol. Evol., 23, 93-106.
- Wainright, P., Hinkle, G., Sogin, M., Stickle, S., 1993. Monophyletic origins of the metazoa: an evolutionary link with fungi. Science, 260, 340-342.
- Zrzavy, J., 2001. The interrelationships of metazoan parasites : A review of phylum- and higher-level hypothesis from recent morphological and molecular phylogenetic analysis. Folia Parasitologica, 48 : 81-103. (pdf)

### Sites internet
- Animal Diversity Web
- Integrated Taxonomic Information System (ITIS)
- Mikko's phylogeny archive
- Palaeos.com
- Systema Naturae 2000
- The NCBI Taxonomy Homepage
- Tree of Life
- Université de Montpellier - Arbre de la vie
- University of California Museum of Paleontology
- Zoonomen
- Morph-D-Base
- Systematic Biology : The Science of Biodiversity

| Haut de page - Bas de page |

## Les mécanismes de l'évolution

### Sites internet
- The Global Invasive Species Database (GISD)

| Haut de page - Bas de page |

## Histoire de la Terre

### Sites internet
| Haut de page - Bas de page |

## Paléontologie

### Paléontologie générale

#### Sites internet
- The Paleobiology Database (Le modèle {{TPBD}} peut être utilisé dans les articles).
- Palaeos.org
- The Palaeontological Association

| Haut de page - Bas de page |

### Paléozoologie

#### Sites internet
| Haut de page - Bas de page |

### Paléobotanique

#### Sites internet
| Haut de la page |